# 277

## Decese
- 2 martie: Mani  (n. 216)